# 熊本県道307号阿蘇停車場線
熊本県道307号阿蘇停車場線（くまもとけんどう307ごう あそていしゃじょうせん）は、熊本県阿蘇市を通る一般県道である。

## 概要
阿蘇市黒川のJR九州豊肥本線 阿蘇駅と国道57号を結んでいる、総延長0.1 kmの道路。

### 路線データ
- 起点：熊本県阿蘇市黒川（JR九州豊肥本線 阿蘇駅前）
- 終点：熊本県阿蘇市黒川（阿蘇駅前交差点、国道57号交点、熊本県道111号阿蘇吉田線起点）
- 総延長：0.1 km

## 地理

### 通過する自治体
- 阿蘇市

### 交差する道路
| 交差する道路                     | 交差する場所 | 交差する場所          |
| -------------------------------- | ------------ | --------------------- |
| 国道57号 熊本県道111号阿蘇吉田線 | 黒川         | 阿蘇駅前交差点 / 終点 |

### 沿線
- JR九州豊肥本線 阿蘇駅
- 道の駅阿蘇
- 阿蘇市立阿蘇小学校（終点付近）